# Calcineurin
Calcineurin ist ein Enzym aus der Gruppe der Phosphatasen, welches den Transkriptionsfaktor NF-AT (nuclear factor of activated T cells) aktiviert und somit in der Regulation der Immunantwort eine Schlüsselrolle spielt. Es ist auch als Protein Phosphatase 2B (Gen-Namen beginnend mit PPP3) bekannt. Einige immunsupprimierende Medikamente wie Ciclosporin und Tacrolimus üben ihre Wirkung durch die Hemmung von Calcineurin aus.

## Funktion
Calcineurin dephosphoryliert das Kernlokalisierungssignal des Transkriptionsfaktors NF-AT.
Dadurch kann NF-AT in den Nucleus transportiert werden und als Transkriptionsfaktor aktiv werden.
NF-AT ist vor allem in T-Lymphozyten aktiv, wo er die Transkription diverser charakteristischer Gene, die unter anderem für die Synthese von Interleukinen verantwortlich sind, während der T-Zell-Aktivierung reguliert. Dadurch wird die Immunantwort der aktivierten T-Lymphozyten eingeleitet und verstärkt.
Neben NF-AT wird nach aktuellen Erkenntnissen auch Calcineurin in den Zellkern transportiert, wobei die genaue nukleäre Funktion von Calcineurin noch ungeklärt ist. Die essentielle Bedeutung für die volle transkriptionelle Aktivität der Calcineurin-NF-AT-Signalkaskade ist jedoch unumstritten.

## Struktur
Calcineurin ist aus zwei Untereinheiten aufgebaut, der katalytischen Untereinheit Calcineurin A (ca. 60 kDa) und der regulatorischen Untereinheit Calcineurin B (ca. 19 kDa).
Die regulatorische Untereinheit B besitzt vier EF-Hand-Bindemotive für Calcium-Ionen, während die katalytische Untereinheit A Bindestellen für Calcineurin-B und für das regulatorische Protein Calmodulin besitzt.
Man unterscheidet zwischen Calcineurin A α, β und γ (Gene PPP3CA, PPP3CB, PPP3CC), wobei die beiden erst genannten Isoformen ubiquitär, die γ-Isoform lediglich in den Hoden vorkommt. Für Calcineurin B existieren zwei Isoformen Calcineurin B 1 und 2 (mit den Genen PPP3R1 und PPP3R2).

## Aktivierung
Die Aktivierung von Calcineurin erfolgt durch Calciumeinstrom in die Zelle und das Calcium bindendes regulatorisches Protein Calmodulin. Steigt die Calciumkonzentration im Zytosol auf Grund extrazellulärer Stimuli,  wird Calmodulin durch Binden von Ca2+  aktiviert.  Die erhöhte Calciumkonzentration führt zusätzlich zur Bindung von Ca2+-Ionen an die vier „EF-Hand“-Bindemotive der Calcineurin-B-Untereinheit. Dies führt zu einer Konformationsänderung von Calcineurin und die autoinhibitorische Domäne von Calcineurin A löst sich. In diesem Zustand ist das Enzym teilaktiviert.  Ca2+/Calmodulin kann nun an das freigewordene Calmodulin-Bindemotiv von Calcineurin A binden, dies bewirkt eine weitere Konformationsänderung in die katalytisch aktive Form. Das Holoenzym ist jetzt vollständig aktiviert. Substrate können nun an das aktive Calcineurin binden und dephosphoryliert werden, beispielsweise NF-AT oder Ionenantiporter in der Membran von Nervenzellen.
Ein zweiter Aktivierungsmechanismus beruht auf der gezielten Proteolyse der autoinhibitorischen Domäne durch Calpain. Hierdurch wird Calcineurin konstitutiv aktiviert.

## Pharmakologische Beeinflussung
Einige Immunsuppressiva, die beispielsweise bei Organtransplantationen und Autoimmunerkrankungen eingesetzt werden, hemmen die Aktivierung des Calcineurins. Die bekanntesten Substanzen mit dieser Wirkung sind Ciclosporin und Tacrolimus.

## Calcineurin und Tuberkulose
Calcineurin ist ebenfalls für die Expression von Coronin 1 verantwortlich. Dieses Protein wird von Mykobakterien gebunden und verhindert eine Verdauung durch die zellulären Lysosomen. Durch Hemmung von Calcineurin, z. B. mit Ciclosporin, lässt sich dieser Mechanismus unterdrücken. Hierin besteht ein möglicher zukünftiger Therapieansatz gegen die Tuberkulose, welcher bereits an Mäusen erfolgreich getestet wurde (Coronin-Knockouts und Ciclosporin behandelte Exemplare).

## Calcineurin und Empfängnisverhütung beim Mann
Neuere japanische Forschungen wecken Hoffnungen, dass eine Hemmung der nur in den Hoden vorkommenden γ-Isoform von Calcineurin den männlichen Spermien die Befruchtungsfähigkeit nimmt und damit neue Möglichkeiten in der Empfängnisverhütung beim Mann eröffnet.